# 2452 Lyot
A 2452 Lyot (ideiglenes jelöléssel 1981 FE) a Naprendszer kisbolygóövében található aszteroida. Edward L. G. Bowell fedezte fel 1981. március 30-án.